# Alfred Llahí Segalàs
Alfred Llahí Segalàs (Las Escaldas-Engordany, n. 1969) es un periodista y presentador de televisión andorrano.

## Biografíadic de la Asociación de Corresponsales de Prensa Iberoamericana[2]y de la Organisation Internationale des Journalistes.[3][4]
Empezó su carrera televisiva profesional en el año 1999 como presentador de Andorra Televisió, donde trabajó durante once años consecutivos. Presentó diversos programas entre los cuales destacan De la Seca a la Meca, Així és la vida, Encara me'n recordo, A casa teva, El Magazín, i el Magazín VIP.
En el año 2008 el presentador andorrano fue el portavoz de Andorra en el Festival de la Canción de Eurovisión, el único país que dio los 12 puntos al representante de España, Rodolfo Chikilicuatre. Actualmente es presentador del Canal Lòria desde el año 2013. También colabora con algunos dicde Ràdio Nacional de Andorra.
Fue asesor cultural del Gobierno de Andorra (1994-1995) y nexo de unión en materia cultural entre el Gobierno Federal de Austria y el Gobierno de Andorra (1995-1997).
Es experto universitario en protocolo y ceremonial por la Universidad Miguel Hernández de Elche, socio de honor del Real Círculo Artístico de Barcelona, y forma parte de la Delegación Diocesana de Familia y Vida del Obispado de Urgel, de la que es secretario. También es medalla de Oro de la Fundación Luso-Galaica, Cruz de Comendador de la Orden de San Estanislao (Polonia) y de la Real Maestranza de Mérida, y Diploma de honor de la Agrupación Catalana de Entidades Artísticas, entre otros.
En el campo de la investigación histórica ha publicado nueve libros. En lo que respecta a la prensa escrita es director de la revista mensual L'eskapada y de la catalana Engrandint, publicación periódica de la Fundación Fiella. También es autor de la voz El paso de los Pirineos en el Diccionario de San Josemaría, publicado por Monte Carmelo en el 2013.
Fue ganador del Premio Literario Sant Jordi del Instituto Español de Andorra (1988) por el poema Exégesis del principio fundamental, y el Premio de Literatura Exprés del Ministerio de Economía, en colaboración con la Biblioteca Pública del Gobierno de Andorra (2009) con el relato El bus del temps.
Llahí también destaca en el campo musical, en el que se inició a los 6 años. Después ingresó en el Conservatorio Superior Municipal de Música de Barcelona. El año 1988 fundó la Escuela de Música del Común de Las Escaldas-Engordany, que dirigió hasta 1992. Era profesor de piano, violín y tecnología musical. También fue asesor del Comú d'Las Escaldas-Engordany organizando las temporadas de música clásica. También ha sido profesor de música en la Escuela Española de Andorra la Vieja, en el Trivium, Espai Lauredià d'arts Escèniques (2012-2013) y de la Escuela de Música Harmonía (representante oficial en el Principado de Andorra de la Associated Board of the Royal Schools of Music), donde aún hoy imparte clases.

## Obras
- La Parròquia d'Escaldes-Engordany. Aproximació històrica al procés de reivindicació autonòmica. Escades-Engordany: Comú, 1996 (ISBN 9992011769)
- L'automòbil Club d'Andorra (1954-2004). Andorra: Automòbil Club d'Andorra, 2004 (ISBN 9992015284)
- Andorra: terra d'acollida. Editat per l'autor, 2007 (ISBN 9789992016688)
- El bus del temps, en: Literatura Exprés'09. Andorra: Govern d'Andorra, 2009 (ISBN 9789992005446)
- Andorra: tierra de acogida. Madrid: Rialp, 2010 (ISBN 9788432138133)
- Històries de la nostra història. Un passeig per la història menys coneguda i anecdòtica del Principat d'Andorra. Andorra: 2+1 Editors, 2012 (ISBN 9789992018972)
- Andorra's challenge. Andorra: MoraBanc, 2013 (ISBN 9789992019634)
- Històries de la nostra història 2. Un passeig per la història menys coneguda i anecdòtica del Principat d'Andorra. Andorra: 2+1 Editors, 2013 (ISBN 9789992018972)
- Qui és qui als carrers d'Andorra. Andorra: 2+1 Editors, 2014 (ISBN 9789992069042)
- Testimonis d'un temps passat. Andorra: MoraBanc, 2015 (ISBN 9789992030691)
- Encamp palpita. Tu guía para conocer la parroquia de Encamp. Encamp: Comú d'Encamp, 2016 (editada en castellano, catalán, francés e inglés)